# Driehuis vasútállomás
Driehuis vasútállomás vasútállomás Hollandiában, Velsen városában.

## Vasútvonalak
Az állomást az alábbi vasútvonalak érintik:
- Haarlem–Uitgeest-vasútvonal

## Kapcsolódó állomások
A vasútállomáshoz az alábbi állomások vannak a legközelebb:
- Beverwijk vasútállomás
- Santpoort Noord vasútállomás